# Eurinom (demon)
Eurinom (starogrč. Εὐρύνομος; lat. Eurynomus), duh ili demon iz grčke mitologije koji proždire raspadajuće leševe i obitava u podzemnom svijetu Hadu. Opisuje ga se kao biće s plavo-crnom kožom i oštrim zubima koje na leđima nosi lisičju kožu i hoda sagnutih koljena. Ponekad se spominje kao sluga božice Hekate.
Uzrokuje propadanje i truljenje stvari oko sebe, može pomoći vješticama u vezi proricanja kristalnim kuglama, runama i tarot kartama. Također, pomaže čarobnjacima da postanu hrabri i podučava ih crnoj magiji.

## Vanjske poveznice
- Eurynomos - hellenicaworld.com (engl.)